# Zamknięty system ekologiczny
Zamknięty system ekologiczny – ekosystem niewymieniający substancji z otoczeniem. 
Ziemia (dokładniej biosfera Ziemi) też może być określona tym mianem, chociaż najczęściej mówi się o zamkniętych systemach ekologicznych tworzonych przez człowieka. "Zamknięte" systemy ekologiczne nie są zupełnie szczelne; wymieniają z otoczeniem energię (w formach światła i ciepła). Systemami takimi interesują się naukowcy z różnych przyczyn: mogą one w przyszłości służyć jako systemy utrzymywania życia w ciągu lotów kosmicznych, na stacjach kosmicznych lub na okrętach podwodnych. 
Zamknięty system ekologiczny musi zawierać przynajmniej jeden organizm autotroficzny. Ten organizm może być fotoautotrofem lub też chemoautotrofem, ale do tej pory większość próbnych zamkniętych systemów ekologicznych ma jako podstawę fotoautotrofa (takiego jak glon zielony). 
W zamkniętym systemie ekologicznym wszelkie nieużytki i odchody żywych organizmów muszą być przerobione (np. przez bakterie) na substancje niezbędne dla życia. Jeżeli głównym celem systemu jest utrzymywanie przy życiu heterotrofów, np. człowieka, to dwutlenek węgla, mocz, i inne odpadki trzeba przerobić w tlen, pokarm i wodę.
Dotychczasowe próby tworzenia zamkniętych systemów ekologicznych na większej skali to: Biosfera 2 (Arizona, Stany Zjednoczone) i Biosfera 3 (Krasnojarsk, Rosja).